# Carlaile Pedrosa
Carlaile Jesus Pedrosa (Itaúna, 3 de outubro de 1950) é um comerciante, empresário e político brasileiro do estado de Minas Gerais. Conhecido por criar o CISMEP e analisar a Lei Geral da Copa, foi prefeito de Betim por três mandatos.

## Biografia
Carlaile nasceu no município de Itatiaiaçu (MG), na época um distrito de Itaúna, onde viveu com a família até os 11 anos. É o segundo dos seis filhos de Celso Alves Pedrosa e Jalila Conceição Pedrosa.
Mudou-se com a família para Betim, onde iniciou sua carreira de comerciante ainda jovem, aos 20 anos  abriu seu primeiro negócio.

## Carreira política

### Década de 1980
No ano de 1988, durante o governo de Eduardo Azeredo, foi responsável pela Secretaria de Esportes do Estado de Minas Gerais.

### Década de 1990
Em 1992, já filiado ao PSDB, disputou pela primeira vez as eleições para prefeitura de Betim, na condição de vice-prefeito do então candidato Tarcísio Braga (PSDB), não obtendo êxito.
Disputou as eleições novamente em 1996, já como candidato a prefeito, mais uma vez não foi eleito, ficando em 3º colocado na disputa.

### Década de 2000
Em 2000, foi eleito prefeito do município de Betim. No primeiro ano de seu governo municipal criou o Consórcio Intermunicipal de Saúde do Médio Paraopeba (CISMEP), associação para gerir o sistema de saúde público dos municípios da microrregião de Betim.
Em 2004 foi reeleito para a prefeitura de Betim.
Após o fim de seu segundo mandato como prefeito, em 2009, assumiu a vice-presidência da Companhia de Desenvolvimento Econômico de Minas Gerais (Codemig). No mesmo ano, foi escolhido presidente do PSDB em Betim.

### Década de 2010
Nas eleições de 2010, foi eleito deputado federal pelo PSDB. Foi membro titular da Comissão Especial para analisar a Lei Geral da Copa (PL 2330/201), responsável por conciliar a legislação brasileira e as regras das entidades organizadoras dos eventos esportivos dos anos seguintes, como a FIFA. Foi autor do PL 1181/2011, que propôs que estados e municípios que possuam barragens de abastecimento de água fossem compensados financeiramente.
Em 2012 renunciou ao seu mandato de deputado federal para concorrer à prefeitura de Betim, para a qual foi eleito para seu terceiro mandato.
Em 2013, já na posição de prefeito de Betim, foi eleito presidente da Associação dos Municípios da Região Metropolitana de Belo Horizonte (Granbel) para o biênio de 2013/2014.

## Carreira no Setor Privado
Carlaile foi um dos fundadores da Câmara de Dirigentes Lojistas de Betim, entidade representativa dos comerciantes do município.
Entre os anos de 2010 e 2013 foi conselheiro do Clube Atlético Mineiro.

## Prêmios e Homenagens
- 1998 — Condecorado com a Medalha Inconfidência Mineira, do Governo de Minas Gerais[1][2]